# قبیله مغل
مُغَل (Mughal) همچنین مغول یکی از قبایل مسلمان هند و پاکستان است. آنها از اقوام مختلف مغولان آسیای مرکزی استند که در زمان حکومت گورکانیان در منطقه مستقر شده‌اند، و عموماً در ایالت‌های جامو و کشمیر، اوتار پرادش، دهلی، راجستان، گجرات و آندرا پرادش زندگی می‌کنند.

## زبان
مغل معمولاً به اردو و هندی صحبت می‌کنند و در ایالت‌های راجستان، گجرات، جامو و کشمیر و آندرا پرادش، زبان‌های رایج منطقه صحبت می‌کنند که مارواری، گجراتی، دوگری و تلوگو هستند.